# Greklands Billie Jean King Cup-lag
Greklands Billie Jean King Cup-lag representerar Grekland i tennisturneringen Billie Jean King Cup, och kontrolleras av Greklands tennisförbund. 

## Historik
Grekland deltog första gången 1968. Laget har som längst gått till åttondelsfinal, vilket man gjorde 1977 och 1984.